# Brittany Snow
Brittany Anne Snow (Tampa, 1986. március 9. –) amerikai színésznő.

## Élete és pályafutása
A CBS Vezérlő fény című szappanoperájában (1998–2001) való szereplése után vált ismertté, amelyért elnyerte a legjobb fiatal színésznőnek járó Young Artists Awardot, és két másik Young Artist Awardra és Soap Opera Digest Awardra jelölték. Snow ezután szerepelt az NBC American Dreams című drámasorozatban (2002–2005), amelyért Young Artist Awardra és három Teen Choice Awardsra jelölték.
Számos filmben is szerepelt: Gorillabácsi (2005), Dögölj meg, John Tucker (2006), Hajlakk (2007), Szalagavató (2008), A játék (2012), A hóhér (2017) és az Egy remek valaki (2019).
Társalapítója a Love is Louder mozgalomnak, amely a Jed Foundation nonprofit szervezet projektje, és amelynek célja az iskolai erőszak megállítása.

## Filmográfia

### Film
Filmrendező, forgatókönyvíró és producer
| Év   | Cím                        | Feladatkör | Feladatkör | Feladatkör |
| Év   | Cím                        | Rendező    | Író        | Producer   |
| ---- | -------------------------- | ---------- | ---------- | ---------- |
| 2012 | A játék (Would You Rather) | Nem        | Nem        | Vezető     |
| 2019 | Milkshake (rövidfilm)      | Igen       | Igen       | Nem        |
| 2020 | Hooking Up                 | Nem        | Nem        | Igen       |
| 2023 | Parachute                  | Igen       | Igen       | Igen       |

Színész
| Év   | Magyar cím              | Eredeti cím                     | Szerep               | Magyar hang        |
| ---- | ----------------------- | ------------------------------- | -------------------- | ------------------ |
| 1995 | A könyvek hercege       | Whisper of the Heart            | Shizuku Tsukishima   |                    |
| 2004 | A mandzsúriai jelölt    | The Manchurian Candidate        | Marcia Prentiss Shaw |                    |
| 2005 | Gorillabácsi            | The Pacifier                    | Zoe Plummer          | Dögei Éva          |
| 2006 | Dögölj meg, John Tucker | John Tucker Must Die            | Kate Spencer         | Haffner Anikó      |
| 2007 | Hajlakk                 | Hairspray                       | Amber Von Tussle     | Dögei Éva          |
| 2007 | Megalázottak            | On the Doll                     | Balery               | Bogdányi Titanilla |
| 2008 | Szesz, szex és steksz   | Finding Amanda                  | Amanda Tangerman     | Molnár Ilona       |
| 2008 | Szalagavató             | Prom Night                      | Donna Keppel         | Bogdányi Titanilla |
| 2008 |                         | Streak (rövidfilm)              | Baylin               |                    |
| 2009 | Alattomos érzelmek      | The Vicious Kind                | Emma Gainsborough    | Földes Eszter      |
| 2009 |                         | Black Water Transit             | Sardoonah            |                    |
| 2010 | Janie Jones             | Janie Jones                     | Iris                 | Csuha Borbála      |
| 2011 |                         | 96 Minutes                      | Carley               |                    |
| 2012 | Családban marad         | Petunia                         | Robin McDougal       | Vadász Bea         |
| 2012 | Tökéletes hang          | Pitch Perfect                   | Chloe Beale          | Bogdányi Titanilla |
| 2012 | A játék                 | Would You Rather                | Iris                 |                    |
| 2013 |                         | Syrup                           | Three                |                    |
| 2014 |                         | There's Always Woodstock        | Jody                 |                    |
| 2015 | Kinek a pap…            | Dial a Prayer                   | Cora                 | Törőcsik Franciska |
| 2015 | Tökéletes hang 2.       | Pitch Perfect 2                 | Chloe Beale          | Bogdányi Titanilla |
| 2016 |                         | The Late Bloomer                | Michelle             |                    |
| 2017 | Bushwick                | Bushwick                        | Lucy                 | Bogdányi Titanilla |
| 2017 | A hóhér                 | Hangman                         | Christi Davies       | Andrusko Marcella  |
| 2017 | Tökéletes hang 3.       | Pitch Perfect 3                 | Chloe Beale          | Bogdányi Titanilla |
| 2019 | Egy remek valaki        | Someone Great                   | Blair Helms          |                    |
| 2020 |                         | Hooking Up                      | Darla Beane          |                    |
| 2022 | X                       | X                               | Bobby-Lynne Parker   | Földes Eszter      |
| 2022 |                         | Christmas with the Campbells    | Jesse                |                    |
| 2023 |                         | The Good Half                   | Leigh Wheeland       |                    |
| 2023 |                         | Red, White and Blue (rövidfilm) | Rachel               |                    |

### Televízió
| Év        | Magyar cím                               | Eredeti cím                       | Szerep               | Megjegyzések                                           |
| --------- | ---------------------------------------- | --------------------------------- | -------------------- | ------------------------------------------------------ |
| 1998–2002 | Vezérlő fény                             | Guiding Light                     | Susan "Daisy" Lemay  | főszereplő                                             |
| 1999      |                                          | Safe Harbor                       | Sara                 | 1 epizód                                               |
| 2002–2005 |                                          | American Dreams                   | Margaret "Meg" Pryor | főszereplő (61 epizód)                                 |
| 2004      | Sok hűhó                                 | All That                          | önmaga / sztárvendég | 1 epizód                                               |
| 2005      | Kés/Alatt                                | Nip/Tuck                          | Ariel Alderman       | visszatérő szereplő (5 epizód)                         |
| 2006      | Esküdt ellenségek: Különleges ügyosztály | Law & Order: Special Victims Unit | Jamie Hoskins        | 1 epizód                                               |
| 2009      | Family Guy                               | Family Guy                        | Candy (hangja)       | 1 epizód                                               |
| 2009      | Gossip Girl – A pletykafészek            | Gossip Girl                       | Lily Rhodes fiatalon | 1 epizód                                               |
| 2011      |                                          | Harry's Law                       | Jenna Backstrom      | főszereplő (12 epizód)                                 |
| 2011      | Négy szingli, egy eset                   | Mad Love                          | Julia Swanson        | 1 epizód                                               |
| 2012–2013 |                                          | Ben and Kate                      | Lila                 | visszatérő szereplő (4 epizód)                         |
| 2013      | Öt történet az elmezavarról              | Call Me Crazy: A Five Film        | Lucy                 | - tévéfilm - magyar hangja: - Földes Eszter            |
| 2014      | Lúzer töritanár                          | Bad Education                     | Sarah Miller         | 1 epizód                                               |
| 2015      |                                          | Full Circle                       | Katie Parerra        | visszatérő szereplő (5 epizód)                         |
| 2015      |                                          | CMT Music Awards                  | önmaga / házigazda   | Erin Andrewsszel közösen                               |
| 2015      |                                          | TripTank                          | Stacy (hangja)       | 1 epizód                                               |
| 2016      | A munka hősei                            | Workaholics                       | Erin Mantini         | 1 epizód                                               |
| 2016–2017 |                                          | Crazy Ex-Girlfriend               | Anna Hicks           | visszatérő szereplő (3 epizód)                         |
| 2017      | Shimmer és Shine                         | Shimmer and Shine                 | Nadia (hangja)       | 3. évad                                                |
| 2019–2020 |                                          | Almost Family                     | Julia Bechley        | főszereplő (13 epizód)                                 |
| 2023      | Még nem halott                           | Not Dead Yet                      | Piper Ashford        | 1 epizód                                               |
| 2024      | Csúcsséf                                 | Top Chef                          | önmaga               | 1 epizód                                               |
| 2025      | Éjjeli ügynök                            | The Night Agent                   | Alice Leeds          | - mellékszereplő - magyar hangja: - Bogdányi Titanilla |